# Света Марина и Свети Антоний (Сяр)
„Света Марина и Свети Антоний“ (на гръцки: Αγίων Μαρίνης και Αντωνίου) е възрожденска православна църква в източномакедонския град Сяр (Серес), Егейска Македония, Гърция. Енорийски храм е на Сярската и Нигритска епархия на Вселенската патриаршия.
Разположена е близо до стените на града, в махалата Запар хане на улиците „Етники Андистаси“ и „Агиос Андониос“. Църквата първоначално е посветена само на Света Марина, като Свети Антоний е добавен по-късно. Днес тя е известна повече като „Свети Антоний“. Върху две мраморни плочи с кръст е изписана датата на възстановяване на църквата – 1826 година. В 1977 година при подмяна на дървените колони на църквата с бетонни са открити части от стария средновековен храм на Света Марина. В храма се пази дясната ръка на светицата.
В архитектурно отношение представлява типичната за XIX век трикорабна базилика с женска църква.
В 1990 година заради оригиналния си архитектурен стил и декорация храмът е обявен за защитен паметник на културата.
Към енорията принадлежат и „Света Фотина“, „Свети Атанасий и Света Ефросина“ и „Свети Николай“.
- Икони от храма, днес в Серския църковен музей
- „Христос Спасител“
- „Свети Василий“, XVIII век
- „Света Марина“, 1827 г.